# Arthur Surridge Hunt
Arthur Surridge Hunt (Romford, 1º marzo 1871 – Oxford, 18 giugno 1934) è stato un papirologo ed egittologo inglese.

## Biografia
Nel corso di molti anni Hunt, con l'amico e collega Bernard Grenfell, prese parte a scavi archeologici in Egitto rinvenendo un gran numero di antichi manoscritti: tra questi il cosiddetto Archivio Heroninos (una collezione di circa 1000 papiri risalenti al III secolo) ed i papiri di Ossirinco.

## Opere
- (EN) Bernard P. Grenfell e Arthur S. Hunt, Sayings of Our Lord from Early Greek Papyrus, Egypt Exploration Fund, 1897. URL consultato il 30 dicembre 2014.
- (EN) Bernard P. Grenfell, Arthur S. Hunt e David George Hogarth, Fayûm Towns and Their Papyri, Londra, 1900. URL consultato il 30 dicembre 2014.